# محمد المنوني
محمد عبد الهادي المَنُّوني (1333- 1420هـ / 1915- 1999م) علامة وفقيه، ومؤرِّخ مغربي رائد في تاريخ المغرب وحضارته، وخبير في المخطوطات والوثائق ورائد في البحث المصدري.

## نشأته

العلامة المنوني في شبابه

وُلد محمد بن عبد الهادي بن محمد المَنُّوني في حيِّ الحمام الجديد بمدينة مكناس، فجر يوم السبت 24 شوال عام 1333هـ، لأسرة عريقة من الشرفاء بمدينة مكناس.
وفي مدينة مكناس بدأ دراسته بحفظ القرآن الكريم، وأخذ مبادئ العلم ومتونه عن مشاهير علماء المدينة في حلقات التدريس، وسرد الكتب، وكانت هذه المرحلة بين عام 1919م وعام 1938م، وقد تنقَّل خلالها بين عدة كتاتيب ومساجد، وقد حفظ عددًا من المتون العلمية على يد والده "المرشد المعين" لابن عاشر، و"ألفية ابن مالك"، و"الجُمَل" للمجرادي، و"السُّلَّم" للأخضري، و"الاستعارة" للطيب ابن كيران، و"المقدمة الصغرى" للسنوسي.
وقد كان لوالده دورٌ كبيرٌ في النهل من عدد كبير من العلماء في المجالس التي كان يصحبه إليها في عدد من مساجد مكناس، وفي الزاوية الكتَّانية، وحتى إلى خارج مدينة مكناس فاس والرباط. وقد تلقَّى المنوني خلال هذه الفترة طيفًا واسعًا من المعارف العلمية: من الفقه، والأصول، والعقائد، والتصوف، والنحو، والتصريف، ومبادئ الحساب، وكذا الشعر والتاريخ.

## دراسته
رحل من عام 1938 إلى 1943م إلى مدينة فاس؛ لينهل من علم جامعة القرويين، حيث انخرط فيها في التعليم العالي في الدراسة الحرَّة والنظامية، فأخذ العلم في حلقات عدد من العلماء والمشايخ المشاهير، من أمثال: المفسِّر الحسن بن عمر مزور، والشيخ محمد ابن الحاج السلمي، والشيخ عبدالعزيز بن أحمد الحسني، والعلَّامة النحوي محمد بن سودة المري، والشيخ محمد الجواد الصقلي، والشيخ محمد عبدالحي الكتاني، وشيخ الإسلام محمد بن العربي العلوي، وغيرهم كثير، فنال سبع عشرة إجازةً من هؤلاء المشاهير، كما نال منها شهادة العالمية، بتاريخ 24 جمادى الآخرة 1362هـ/28 يونيو 1943م، وخلال مقامه بالقرويين سكن المنوني عدة مدارس: بدءًا بمدرسة الصفارين، ثم مدرسة السباعيين، والمدرسة المحمدية، وقد بلغ عدد من أخذ عنهم المنوني في القرويين تسعة عشر عالمًا.

## عمله
- عُيِّن مدرسًا في القسم الابتدائي بالمعهد المكناسي أول افتتاحه، في يوم الاثنين 23 ذي القعدة 1362هـ/23 نوفمبر 1943م. ثم في القسم الثانوي.

- مفتشًا إلى ديسمبر من عام 1961، وانتقل للعمل في الخزانة العامة (المكتبة الوطنية حاليًا). وابتداءً من مارس سنة 1962 بدأ بالاشتغال في الخزانة الحسنية بالرباط إلى عام 1970م.

- رئيسًا لمصلحة المخطوطات في وزارة الثقافة، إلى 1974م وعاد مرة أخرى إلى الخزانة الحسنية.

- أستاذًا للتعليم العالي بكلية الآداب والعلوم الإنسانية بالرباط ابتداءً من 1988م.

وعمل ضمن لجنة جائزة الحسن الثاني للمخطوطات والوثائق التي أُنشئت منذ سنة 1969 وتتابع العمل فيها، ومكن من تصوير عدد مهم من الكتب النفيسة.
وشارك عام 1949 في مؤتمر الثقافة الإسلامية بتونس.
وساهم في أعمال لجنة إصلاح التعليم بالمغرب عام 1957، وجمعية المحافظة على الأبنية الأثرية بمكناس عام 1961، كما انضمَّ إلى اتحاد كُتاب المغرب من السنة نفسها.

## مؤلفاته
تجاوز عدد مؤلَّفاته ما بين كتب وبحوث ومقالات أكثر من مائتي بحث ودراسة وكتاب:
1. العلوم والآداب والفنون على عهد الموحدين (أو حضارة الموحدين)، تطوان، معهد مولاي الحسن، المطبعة المهدية، 1950. ط.2، الرباط، دار المغرب للتأليف والترجمة، 1977 (سلسلة التاريخ، 6).
2. من حديث الركب المغربي، تطوان، معهد مولاي الحسن، مطبعة المخزن، 1953.
3. مظاهر يقظة المغرب الحديث، ج.1، الرباط، مطبعة الأمنية، 1973. ط.2، جزأين، الرباط، الجمعية المغربية للترجمة والنشر، بيروت، دار الغرب الإسلامي، 1985.
4. وثائق ونصوص عن أبي الحسن علي بن منون وذريته، الرباط، المطبعة الملكية، 1976.
5. ورقات عن الحضارة المغربية في عصر بني مرين (أو ورقات عن حضارة المرينيين)، الرباط، منشورات كلية الآداب والعلوم الإنسانية. 1980م
6. المصادر العربية لتاريخ المغرب، ج.1: من الفتح الإسلامي إلى نهاية العصر الحديث، الرباط، منشورات كلية الآداب والعلوم الإنسانية، 1983م. (نشر الجزء الثاني في مجلة كلية الآداب بالرباط ابتداء من ع. 12، 1986).
7. حضارة الموحدين، الدار البيضاء، دار توبقال للنشر، 1989.
8. الإمام إدريس مؤسس الدولة المغربية، (بالاشتراك مع عبد الله كنون، عبد الهادي التازي، علال الفاسي)، الرباط، الجمعية المغربية للتضامن الإسلامي، 1988.
9. المصادر العربية لتاريخ المغرب: الفترة المعاصرة، 1989.
10. تاريخ الوراقة المغربية: صناعة المخطوط المغربي من العصر الوسيط إلى الفترة المعاصرة، 1991.
11. قبس من عطاء المخطوط المغربي (ثلاثة أجزاء)، 1999.

إضافة إلى هذه الكتب مجموعة من الفهارس:
1. فهرس المخطوطات المحفوظة في الخزانة العامة بالرباط ج.1 ، الرباط، 1974.
2. منتخبات من نوادي المخطوطات بالخزانة الملكية بالرباط/ تقديم عبد الرحمان الفاسي، المحمدية، مطبعة فضالة، 1978.
3. الفهرس العام للخزانة الملكية، ج.1 (مرقون).
4. دليل مخطوطات دار الكتب الناصرية بتامكروت / تصدير لعبد الكبير المدغري العلوي، الرباط، وزارة الأوقاف والشؤون الإسلامية، 1985.
5. فهارس المخطوطات الخزانة الحسنية، الرباط، 1983 (مرقون بالمطبعة الملكية).
6. أبحاث مختارة، الرباط، منشورات وزارة الشؤون الثقاقية، 2000.

### المقالات والبحوث
نشر مجموعة من الأبحاث في تاريخ المغرب والدراسات الإسلامية والفهارس بعدة صحف ومجلات: العلم، الرأي العام، الميثاق، مجلة تطوان، البحث العلمي، دعوة الحق، مجلة دار النيابة، مجلة كلية الآداب والعلوم الإنسانية بالرباط، أوراق (المعهد الإسباني للثقافة)، مجلة معهد المخطوطات العربية، كما ساهم في الإشراف على مجلة «أبعاد فكرية» باعتباره عضوًا بمجلسها الإداري.

## تكريمه وجوائزه
نال نظير أعماله البحثية المتميزة ومساهماته القيِّمة في الميدان العلمي والفكري عدة جوائز وتكريمات منها:
- الوسام الملكي: وسام العرش من درجة فارس (1968).
- جائزة المغرب الكبرى للكتاب من طرف وزارة الشؤون الثقافية (1969).
- الوسام الملكي: وسام العرش من درجة ضابط (1987).
- جائزة المغرب الكبرى للكتاب: جائزة الاستحقاق الفكري من وزارة الشؤون الثقافية (1988).
- جائزة الإمام عبدالحميد بن باديس من مركز دراسات المستقبل الإسلامي بلندن (1992).
- وسام المؤرخ العربي من اتحاد المؤرخين العرب (1993).

## مآل مكتبته
خلَّف خزانة كتب نادرة من عيون المخطوطات والمطبوعات، اشتراها الملك محمد السادس من ورثته؛ فألحقها بالخزانة الحسنية بالرباط، وضمَّنها رسائله الشخصية المتبادلة مع الباحثين في المغرب، وفي المشرق، ومع العديد من المستشرقين في كثير من الدول الغربية، وهي مُصنَّفة ومُفهَرسة تبلغ 3000 رسالة ووثيقة، وهي ثروة هائلة ورصيد فكري متميز.

## وفاته
توفي محمد المنوني بمدينة الرباط ، يوم السبت 16 جُمادى الأولى 1420هـ الموافق 28 أغسطس 1999م، ووُري في الثَّرى بضريح جدِّه علي بن منون بحيِّ روى مزين بمدينة مكناس عصر اليوم التالي.